# Президент Латвии
Президент Латвийской Республики (латыш. Latvijas Valsts prezidents) — выборный глава Латвийской Республики.

## История
Должность была введена конституцией 1922 года. (Карлис Улманис в 1936 году принял на себя полномочия президента без процедуры избрания). Конституцией 1940 года была заменена Президиумом Верховного Совета. Восстановлена в 1993 году.

## Избрание
Президент Латвии избирается Сеймом абсолютным большинством сроком на 4 года и может переизбираться один раз. 

### Избирательное право
Президентом может быть гражданин Латвии обладающий правом избираться в Сейм старше 40 лет. Президент не может быть членом Сейма.

## Присяга Президента Латвии
Вступая в должность, президент произносит и подписывает торжественные обещания (Конституция, ст. 40)):
Текст на латышском языке:
| Es zvēru, ka viss mans darbs būs veltīts Latvijas tautas labumam. Es darīšu visu, kas stāvēs manos spēkos, lai sekmētu Latvijas valsts un tās iedzīvotāju labklājību. Es turēšu svētus un ievērošu Latvijas Satversmi un valsts likumus. Pret visiem es izturēšos taisni un savus pienākumus izpildīšu pēc labākās apziņas. |

Перевод на русский язык:
| Клянусь, что вся моя деятельность будет посвящена благу народа Латвии. Я сделаю всё, что будет в моих силах, чтобы способствовать благополучию Латвийского государства и его населения. Я буду почитать священными и соблюдать Конституцию Латвии и законы государства. По отношению ко всем я буду справедлив и обязанности буду исполнять по доброй совести. |

## Полномочия
- представление государства в международных отношениях;
- назначение дипломатических представителей;
- приём иностранных дипломатических представителей;
- подписание, ратификация и денонсация международных договоров и соглашений;
- главнокомандование армии;
- объявление состояния войны на основании постановления Сейма;
- помилование[4].

## Замещение
Президент замещается председателем Сейма.

## Политическая ответственность
Президент не несёт не перед кем политической ответственности, а все его распоряжения подписываются Президентом Министров и компетентным министром. 

## Смещение
Президент Латвии может быть смещён Сеймом большинством не менее 2/3 голосов и по инициативе не менее половины членов Сейма и при незамедлительном избрании нового Президента, или народом в случае отказа им в назначении досрочных парламентских выборов инициированных Президентом.

## Статус
В случае совершения уголовного преступления Президент Латвии может быть привлечён только с согласия Сейма. Президентом не может быть член Сейма.